# 耶律甘露
耶律甘露，又作耶律迪列。契丹名迪列，汉名甘露，辽朝官员，出自耶律氏，耶律羽之的儿子。
耶律甘露有墓志出土，但志石已碎，志盖上楷书“漆水公兼兰陵夫人墓志铭”。耶律甘露官至东京中台省右相，爵封漆水郡开国公，夫人萧氏，封兰陵郡夫人。官至竭节功臣、金紫崇禄大夫、檢校太师、东京中台省右相、上柱国、漆水郡开国公，食邑二千三百户，食实封二百户。其世子耶律元宁，卒于辽圣宗统和三十年（1012年）。耶律甘露之孙、耶律元宁之侄耶律道清也有墓志出土。